# 週末の怪人 -セントマーチンの夏-
『週末の怪人 -セントマーチンの夏-』（しゅうまつのかいじん セントマーチンのなつ）は、一部日本テレビ系列局で放送された日本テレビ製作の紀行番組。全24回。日本テレビと中京テレビでは1994年10月7日から1995年3月31日まで、毎週金曜 25:25 - 25:55 (JST) に放送。

## 概要
袴田吉彦が共演者の葛山信吾と佐藤愛子とともに3人でドライブに繰り出し、たどり着いた先で様々な遊びに挑戦していた番組である。主演の袴田は、「週末の怪人」と呼ばれた伯父が残していった日記に書かれているキーワードを基に遊びを考え出し、それを他の2人に提案するという物語の主人公のような役割が与えられていた。
ロケは基本的に関東地方の自然豊かな場所や観光名所などで行われていたが、稀に西日本にまで遠出をすることもあった。放送初期においては、フライ・フィッシングやシーカヤックなどのアウトドアスポーツに興じることが多かった。しかし、私生活でもアウトドアスポーツが趣味の葛山以外のメンバーはどの遊びに関しても素人同然であったため、番組は毎回その分野の専門家を彼らのガイド役に招いていた。また、VTRの要所要所で遊びの内容やそれに使う道具などについての解説を挿入し、その分野に明るくない視聴者でも前知識として知っておくことができるよう配慮していた。放送中期からはアウトドアスポーツに限定されなくなり、同時期に日本テレビで放送されていた『DAISUKI!』のように街歩きをする企画や屋内での遊びに興じる企画も多くなっていった。ただし、その際にも何らかのキーワードやキーアイテムが登場し、それを中核にロケが進行するという形式は変わらなかった。
この番組は、トヨタ自動車の提供で放送されていた。その関係で、出演者の3人は郊外へ出掛ける際の足として青い車体のトヨタ・RAV4を使っていた。

## 出演者
- 袴田吉彦
- 葛山信吾
- 佐藤愛子

## スタッフ
- 構成 - 小山薫堂 / Pichiku Pachiku
- ナレーション - 中村秀利
- ディレクター - 大越理央、佐々木俊勝（フォルミカ）
- 演出・プロデューサー - 三枝孝臣
- チーフプロデューサー - 渡辺弘
- 製作著作 - 日本テレビ

## エンディングテーマ
- フォー・トゥモロウ（竹村延和）